# Comté de Vest-Agder
Le comté de Vest-Agder (Vest-Agder fylke en norvégien) est un comté norvégien situé à l’extrémité sud du pays. Il est voisin des comtés de Rogaland et Aust-Agder. Son centre administratif se situe à Kristiansand.

## Informations générales
Ce comté, le plus méridional de Norvège, borde la mer du Nord et le Skagerrak. Son relief, fait de collines, est très accidenté. La plupart des centres de population se trouvent sur le littoral. Le nord du comté, quant à lui, est montagneux et faiblement peuplé, tandis que les prairies du centre servent à élever du bétail.

## Communes
Le comté de Vest-Agder est subdivisé en 15 communes (kommuner) au niveau local.
- Åseral
- Audnedal
- Farsund
- Flekkefjord
- Hægebostad
- Kristiansand
- Kvinesdal
- Lindesnes
- Lyngdal
- Mandal
- Marnardal
- Sirdal
- Songdalen
- Søgne
- Vennesla